# Hipersensibilidad por contacto

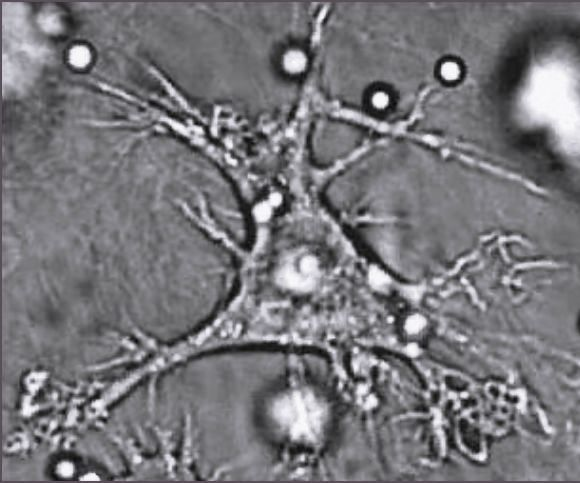
Célula dendrítica

La enfermedad de hipersensibilidad por contacto es una de las presentaciones de la Hipersensibilidad de tipo IV. Se caracteriza clínicamente por una reacción eccematosa en el lugar de contacto con el antígeno (Ag).
La hipersensibilidad por contacto o dermatitis por contacto, es fundamentalmente epidérmica, siendo las células de Langerhans (células de la piel, derivadas de la células dendríticas foliculares) las que actúan como células presentadoras de antígenos (APCs en inglés).

Dermatitis por hipersensibilidad

## Presentación clínica
Un eccema, está caracterizado por lesiones inflamatorias, tales como: eritema, vesículas, o pápulas.

El término eccema, se aplica también para dermatitis causadas por contacto con una sustancia, para la cual el paciente ya está sensibilizado: eccema de contacto.

Un ejemplo de este tipo de dermatitis es la reacción alérgica provocada por cadenas o pulseras que se produce por la presencia en ellas de níquel o cromo.

## Fisiopatología
Estos metales actúan como haptenos que se conjugan con proteínas normales del organismo formando complejos moleculares hapteno-portador.
Estos complejos son degradados y procesados por células de Langerhans, que llevan el antígeno expuesto en moléculas de MHC de clase II hasta los ganglios, donde se sensibilizan linfocitos CD4 Th1 específicos.

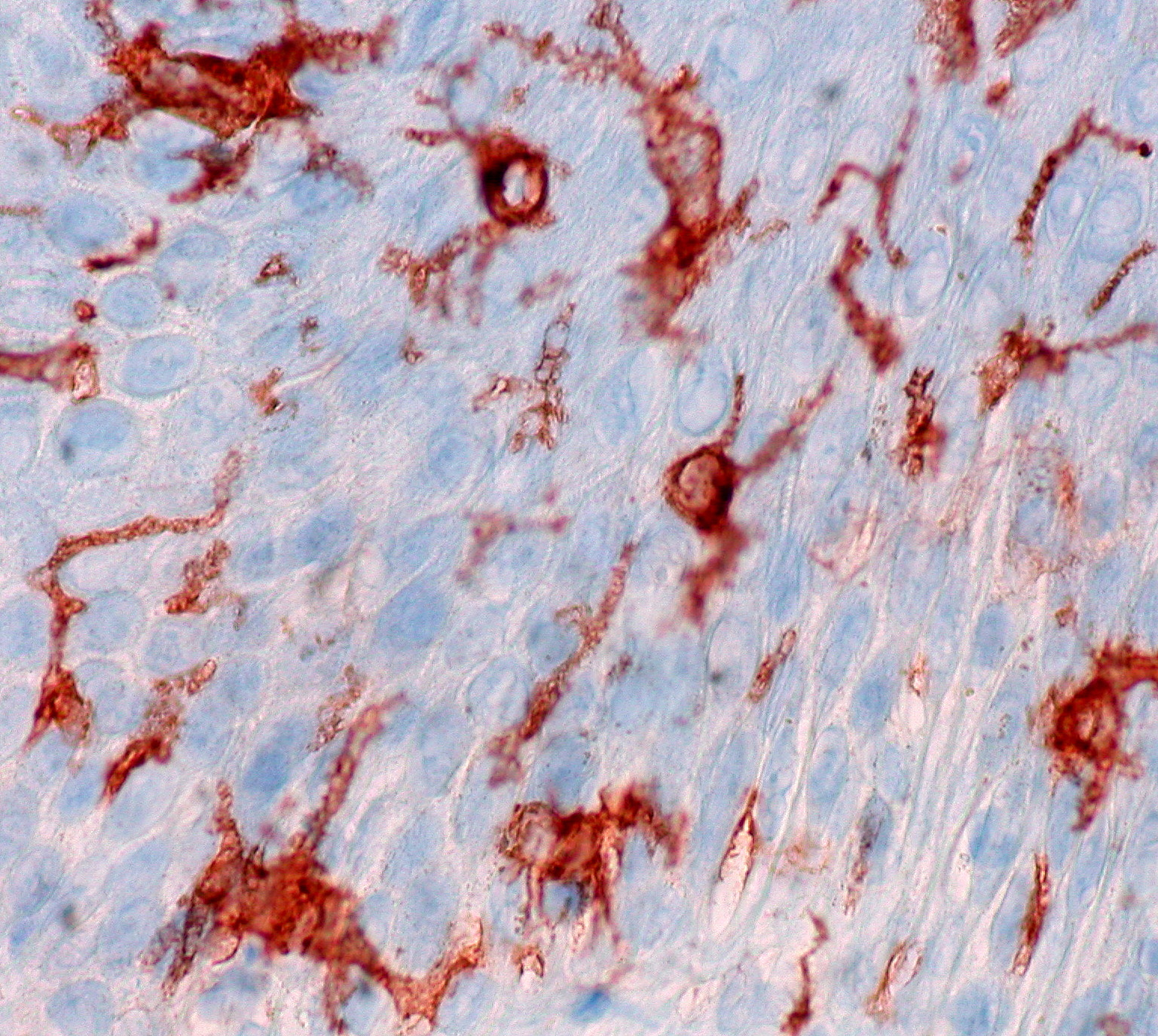
Célula de Langerhans de la epidermis.